# Wataru Hashimoto
Wataru Hashimoto (jap. 橋本 和 Hashimoto Wataru; ur. 14 września 1986) – japoński piłkarz występujący na pozycji obrońcy. Obecnie występuje w Vissel Kobe.

## Kariera klubowa
Od 2009 roku występował w klubach Kashiwa Reysol, Urawa Reds i Vissel Kobe.